# Савченко Андрій Володимирович (футболіст)
Андрій Володимирович Савченко (нар. 29 вересня 1994) — український футболіст, півзахисник «Карпат» (Львів).

## Життєпис
Вихованець ДЮСШ Дрогобич (тренер — Дмитро Михайлович Курп'як) і Академії футболу ФК «Карпати» (тренер — Ярослав Дмитрасевич).
У дитячо-юнацькій футбольній лізі України виступав за ДЮСШ «Гарт-Рось» Ірпінь (2007) і Академію футболу ФК «Карпати» (2007—2011).
2011 року дебютував у молодіжній команді «Карпат» у першості України (поразка 8:1 у Донецьку від «Шахтаря»). За основну команду «Карпат» дебютував у 18-річному віці 14 липня 2013 року в домашній грі проти «Ворскли» (0:2).

### Збірні
Упродовж 2010—2012 років провів 26 ігор за юнацькі збірні України різних вікових категорій (від U-16 до U-18).